# Ventosilla y Tejadilla
Ventosilla y Tejadilla – gmina w Hiszpanii, w prowincji Segowia, w Kastylii i León, o powierzchni 5,98 km². W 2011 roku gmina liczyła 30 mieszkańców.